# Wren T. Brown
Wren Terrel Brown, znany jako Wren T. Brown (ur. 11 czerwca 1964 roku w Los Angeles w stanie Kalifornia, USA) – kanadyjsko-amerykański aktor filmowy, telewizyjny i głosowy.
Wystąpił w filmach: Hellraiser IV: Dziedzictwo krwi, HellBent, Pokonaj najszybszego. Pojawił się jako Courtney Rae w pięciu odcinkach serialu telewizyjnego Whoopi.
Od 12 października 1991 roku żonaty z Anne. Para wychowuje wspólnie trójkę dzieci.